# Ancema cremera
Ancema cremera är en fjärilsart som beskrevs av De Nicéville 1895. Ancema cremera ingår i släktet Ancema och familjen juvelvingar. Inga underarter finns listade i Catalogue of Life.